# Sinagoga din Ițcani
Sinagoga din Ițcani a fost un lăcaș de cult evreiesc din satul Ițcani (astăzi cartier al municipiului Suceava), demolat în anul 2008. Edificiul religios a fost construit în secolul al XIX-lea și se afla localizat în apropiere de pasajul rutier de peste calea ferată din Ițcani.

## Comunitatea evreiască din Ițcani
În secolul al XIX-lea, s-a stabilit la Ițcani o importantă comunitate evreiască, care a înființat prăvălii, depozite, case de export și mici fabrici și a construit o sinagogă și un cimitir evreiesc pentru necesitățile de cult ale obștii. Deși evreii nu constituiau majoritatea populației, au existat primari evrei ai localității cum ar fi Dische și Samuel Hellmann, care va deveni ulterior președinte al comunității evreiești din Suceava. Fratele său, Max Hellmann, a fost membru supleant în Parlamentul regional (membru plin fiind dr. Max Fokschaner). Ulterior, dr. Adolf Hellmann, fiul lui Max și nepotul lui Samuel Hellmann, a devenit primar.
În anii 1923/1924, cum majoritatea evreilor din Bucovina nu obținuseră cetățenia română, dr. Adolf Hellmann în calitate de primar al Ițcanilor a făcut intervenții pe lângă autoritățile românești pentru acordarea cetățeniei române membrilor comunității evreiești, alcătuind în acest sens o listă.
În anul 1928, a fost înființată oficial comunitatea evreiască din Ițcani și din împrejurimi, care l-a avut ca președinte pe dr. Adolf Hellmann până la deportarea acestuia în perioada celui de-al doilea război mondial. I-a urmat ca primar de Ițcani dr. Josef Goldstein care a construit un sediu al comunității și a contribuit mult la dezvoltarea comunității, viceprimar fiind pentru o scurtă perioadă industriașul evreu Jakob Roessler. În anul 1934 Adolf Kolber a devenit primar, fiind ultimul etnic evreu care a deținut funcția de primar în Bucovina până la începerea deportărilor.
În anul 1930, populația satului Ițcani-Gară era de 1.708 locuitori, dintre care 592 germani (34,66%), 413 evrei (24,18%), 403 români (23,59%), 124 ruteni (7,25%), 102 polonezi (5,97%), 46 ruși (2,69%), 19 cehi și slovaci, 6 unguri, 2 sârbi, croați sau sloveni și 1 armean. După religie, locuitorii satului erau grupați astfel: 534 romano-catolici (31,26%), 414 mozaici (24,23%), 411 ortodocși (24,06%), 180 evanghelici (luterani) (10,53%), 160 greco-catolici (9,36%) și 9 fără religie (liber-cugetători). De asemenea, în satul Ițcanii Noi locuiau alți 23 evrei, reprezentând o pondere de 3,22% din populația localității.  Toți cei 23 evrei erau de religie mozaică.
În dimineața zilei de 9 octombrie 1941, în baza ordonanței care specifica că “Evreii din oraș (Suceava n.n.) trebuie să predea imediat la Banca Națională banii, aurul, pietrele prețioase, acțiunile și obligațiunile și alte obiecte de valoare de care dispun și să se prezinte în aceeași zi la Burdujeni cu bagaje de mână”, 90% din evreii din Ițcani au fost deportați în Transnistria, ei aflându-se în primul transport către lagăre al evreilor din regiunea Suceava. Majoritatea acestora au murit în Transnistria sau au fost transportați de către militarii germani către râul Bug și uciși acolo.

## Istoricul sinagogii
Sinagoga data din secolul al XIX-lea, aici venind cu căruțele să se roage atât evreii din comuna Ițcani, cât și evrei din satele aflate în apropiere. Aici a slujit ca rabin între anii 1907-1914 Menahem Nahum Friedman (1879-1933), fiul rabinului Abraham Iehoshua Heshel din Adjud și discipol al rabinului Abraham Matitiahu Friedman din Ștefănești.
După datele Recensământului general al populației României din 29 decembrie 1930, în satul Ițcani-Gară locuiau 414 credincioși de religie mozaică (24,23% din populația localității), iar în satul Ițcanii-Noi 23 mozaici (3,22%).
Majoritatea evreilor din Ițcani au fost deportați în Transnistria în perioada celui de-al doilea război mondial, puținii evrei rămași emigrând ulterior în Israel în anii '50 - '60 ai secolului al XX-lea. Numărul mic de evrei rămași în Ițcani a determinat abandonarea sinagogii în anii 1960. 
De prin anii 1960 sinagoga a fost închisă, ulterior fiind transformată într-un depozit de materiale. Unii evrei își mai aduc aminte că prin anul 1975 sinagoga era deja depozit, iar cărțile sfinte mai existau, aruncate într-o cămăruță cu geamurile sparte. 
Cu timpul, sinagoga a fost vandalizată, iar astăzi aici nu au mai rămas decât niște ruine, practic niște ziduri goale. Acoperișul a fost demontat, ferestrele au fost furate, iar o parte din ziduri au fost demolate pentru a se folosi cărămida la casele ridicate prin apropiere.
În lista sinagogilor din România publicată în lucrarea Seventy years of existence. Six hundred years of Jewish life in Romania. Forty years of partnership FEDROM – JOINT, editată de Federația Comunităților Evreiești din România în anul 2008, Sinagoga din Ițcani nu a mai fost trecută.
În vara anului 2009 clădirea fostei sinagogi era complet demolată, din ea nemairămânând decât un morman de cărămizi.

## Imagini

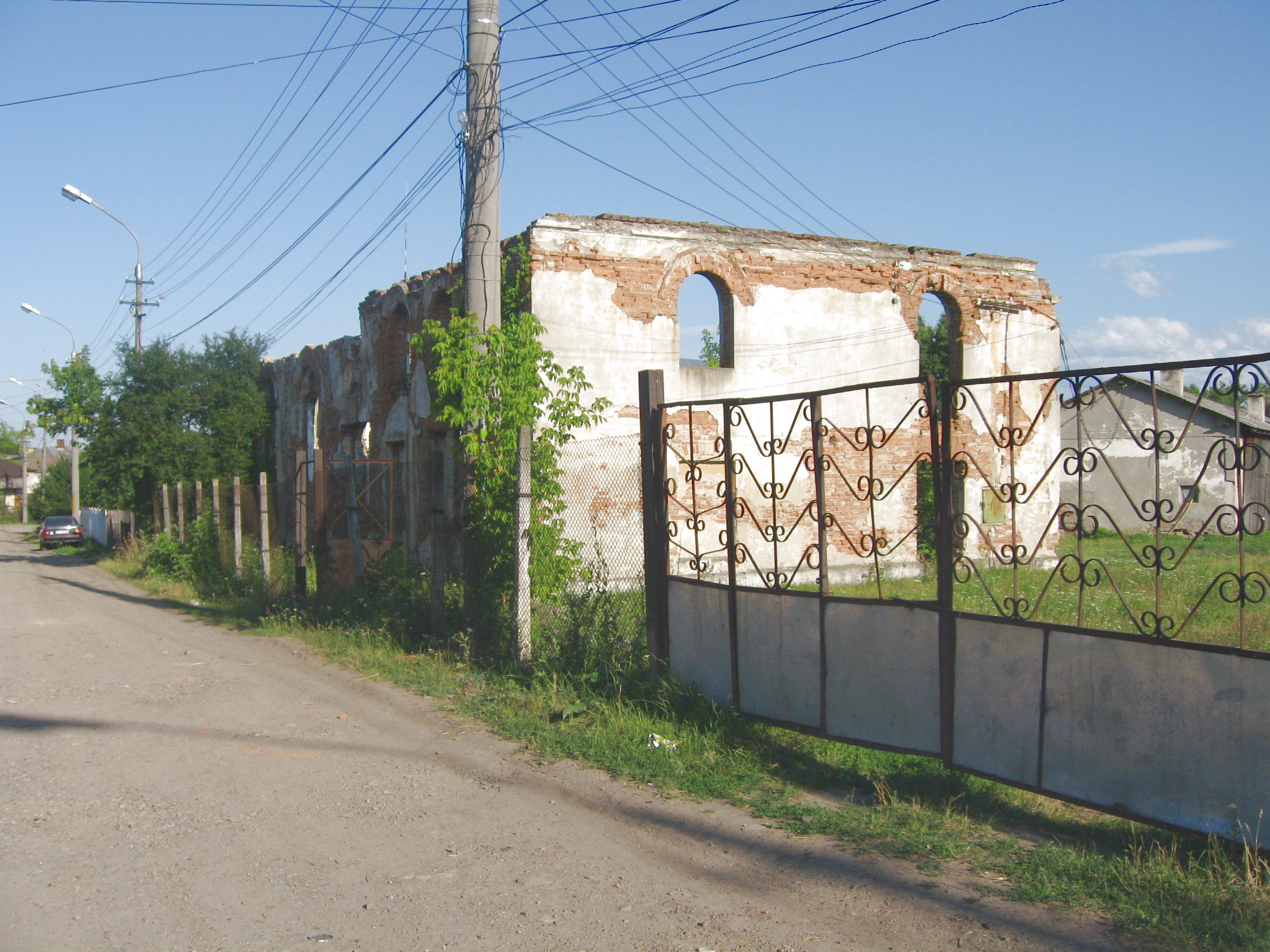
Sinagoga din Ițcani
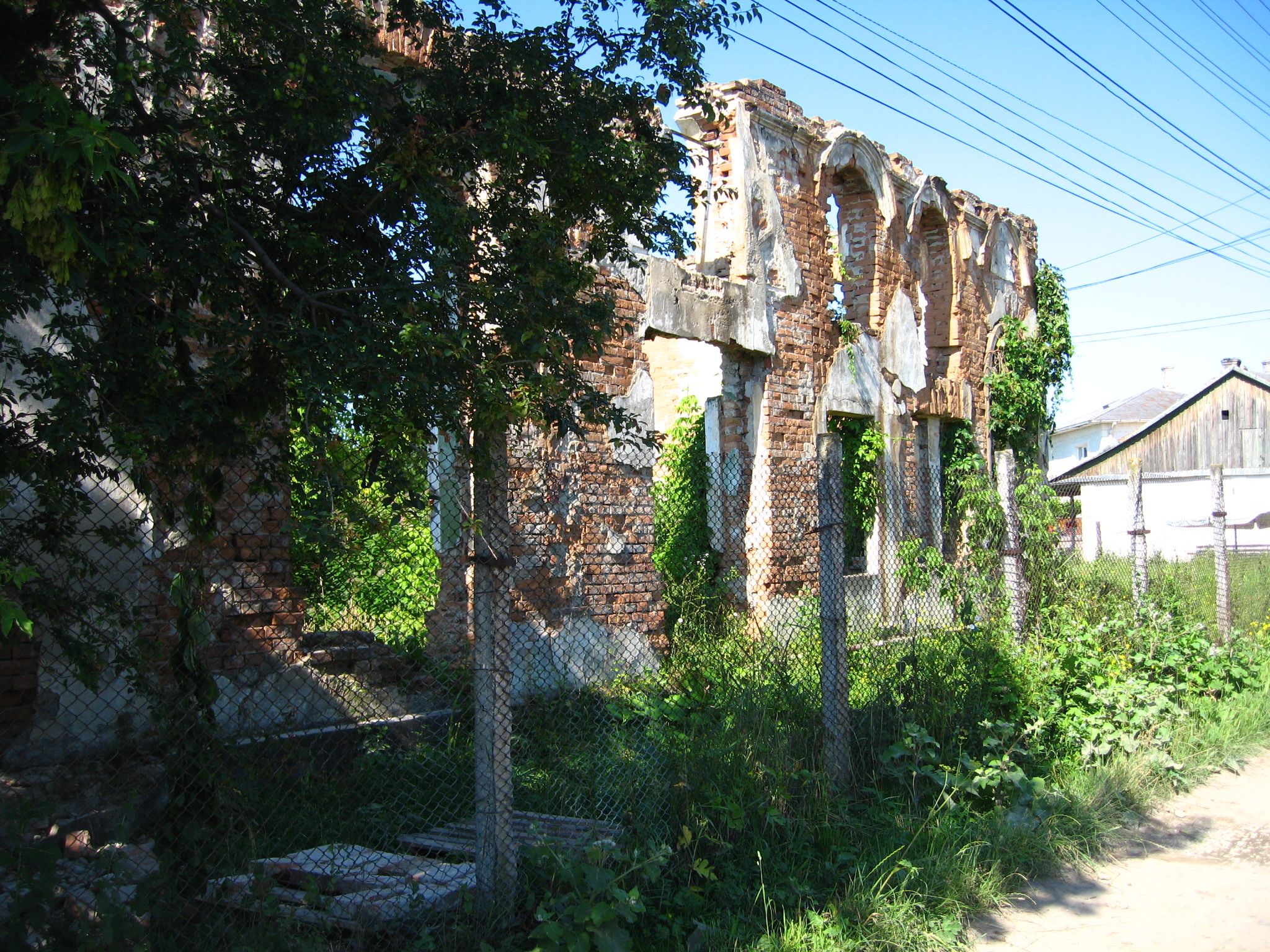
Sinagoga din Ițcani
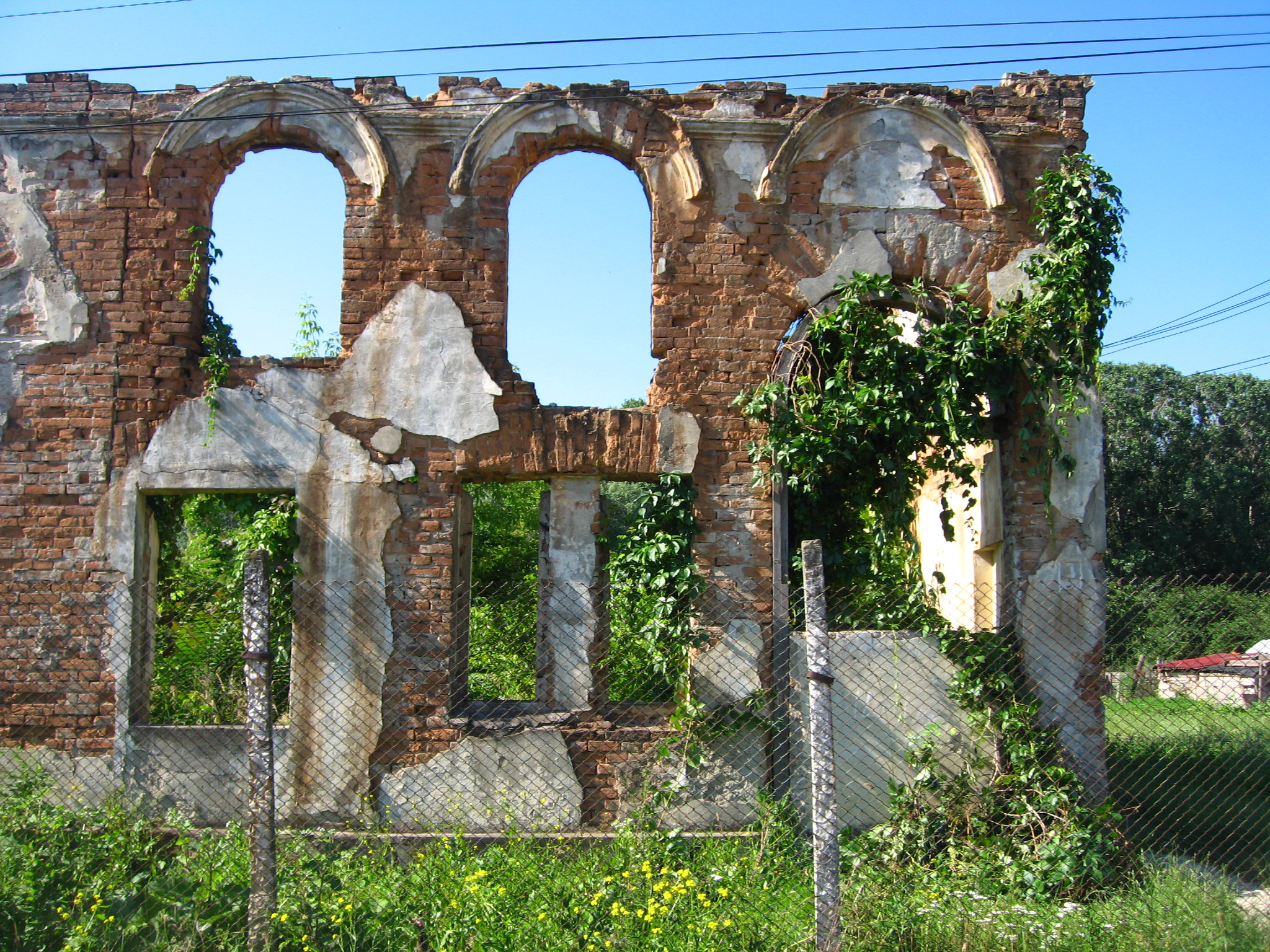
Sinagoga din Ițcani
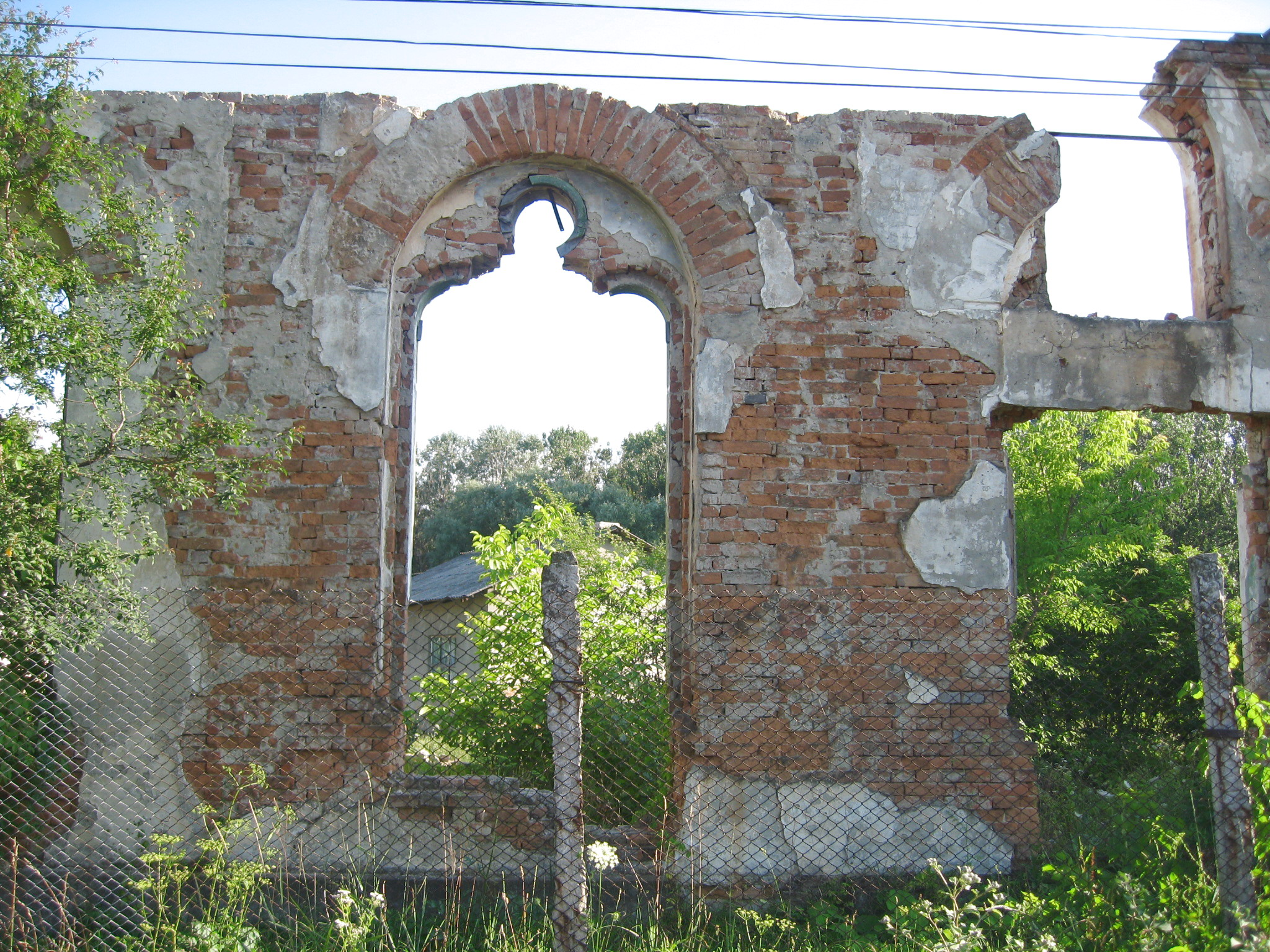
Sinagoga din Ițcani
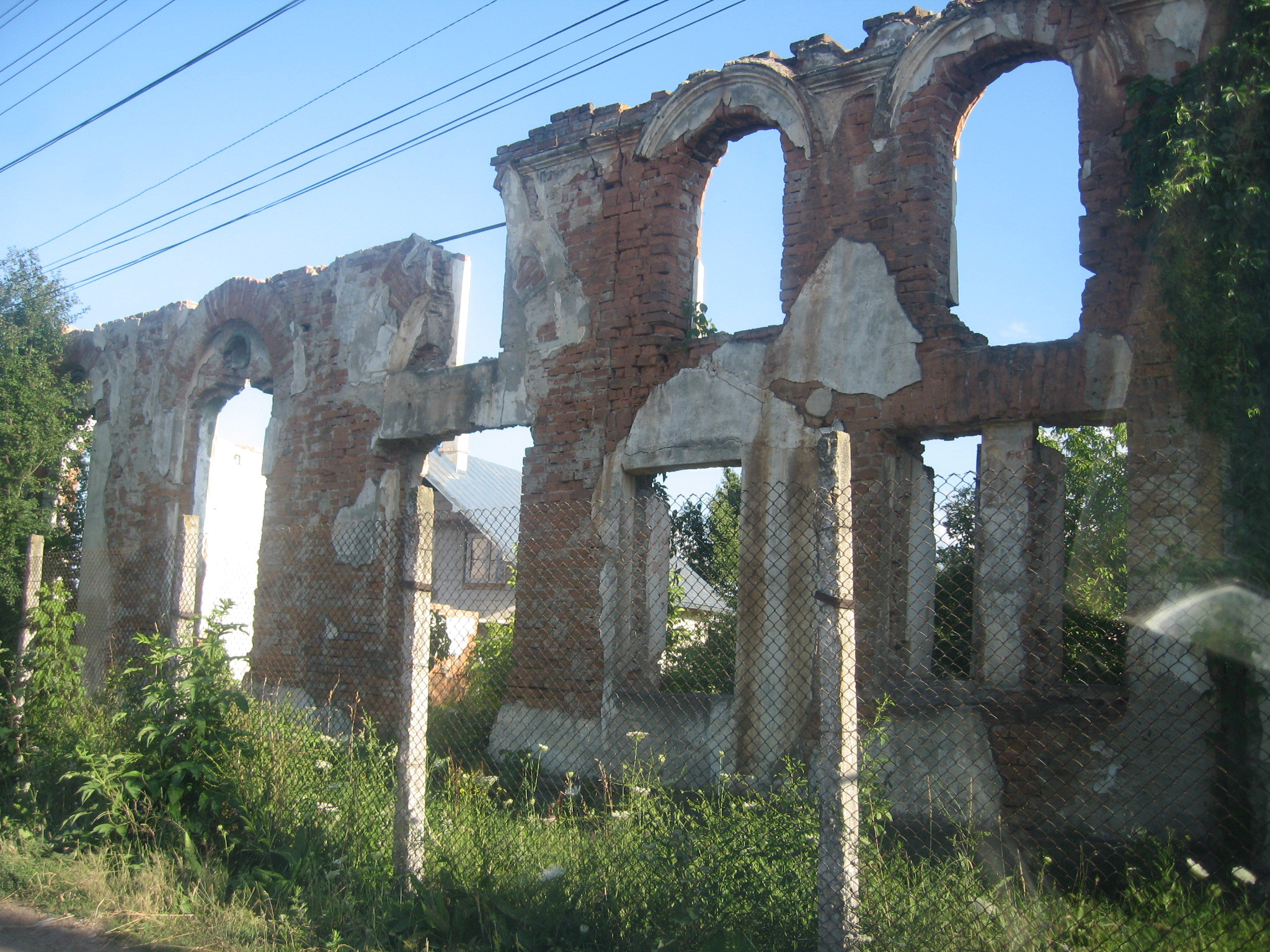
Fotografie din iulie 2007.
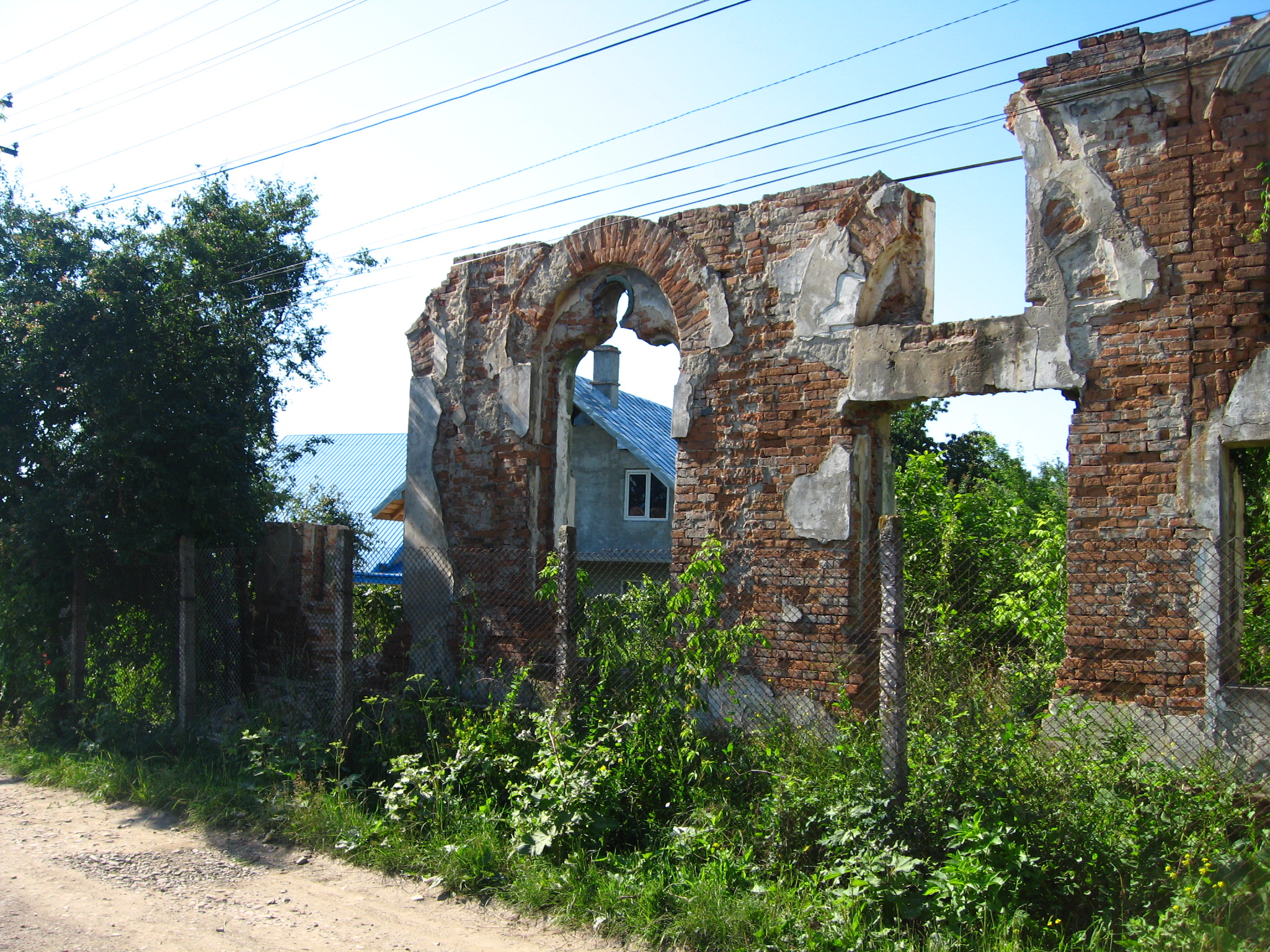
Fotografie din iunie 2008. Față de fotografia anterioară se observă dispariția unei părți din zid.
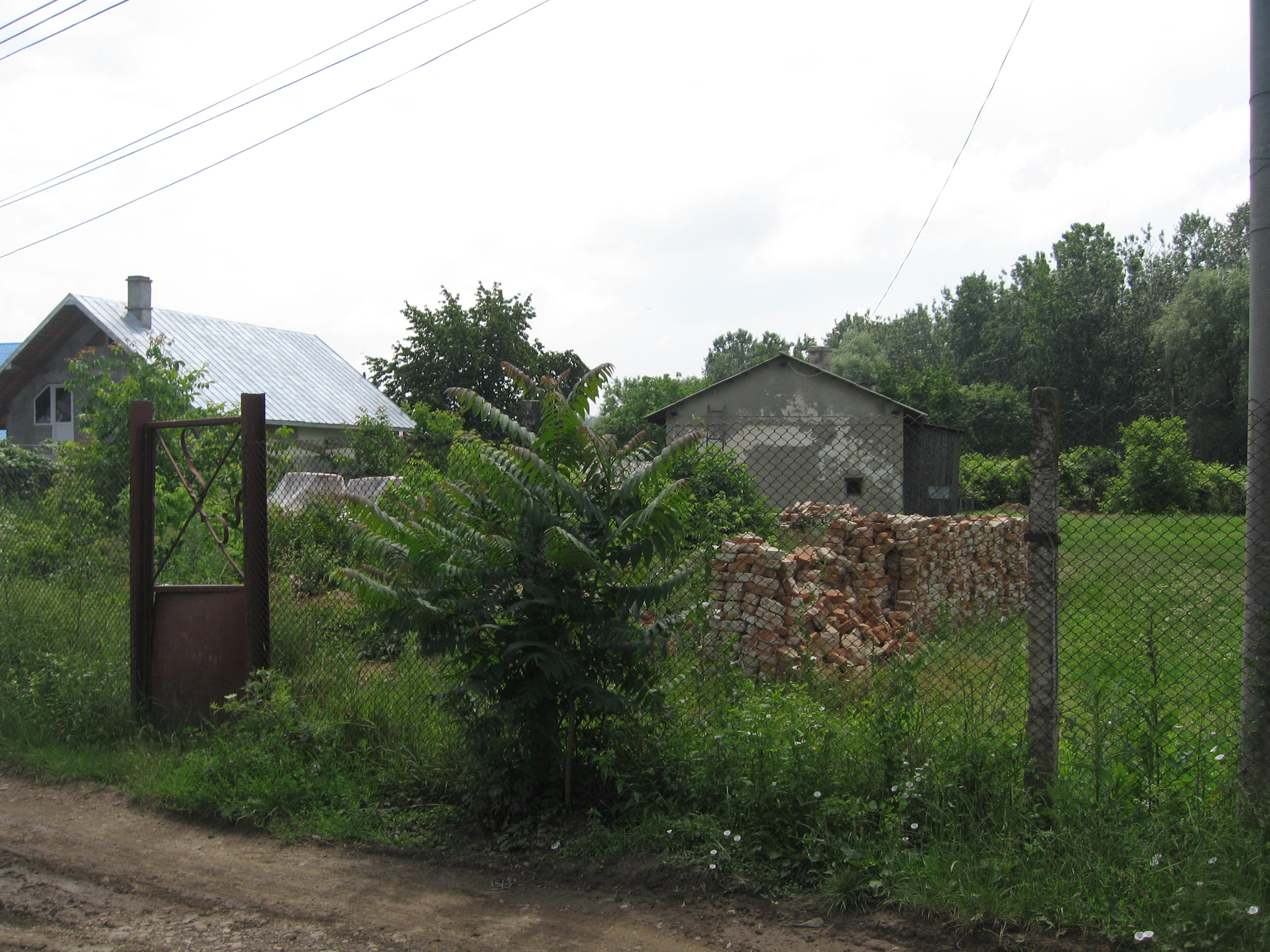
Fotografie din iunie 2009. Din sinagogă a rămas doar un morman de cărămizi.
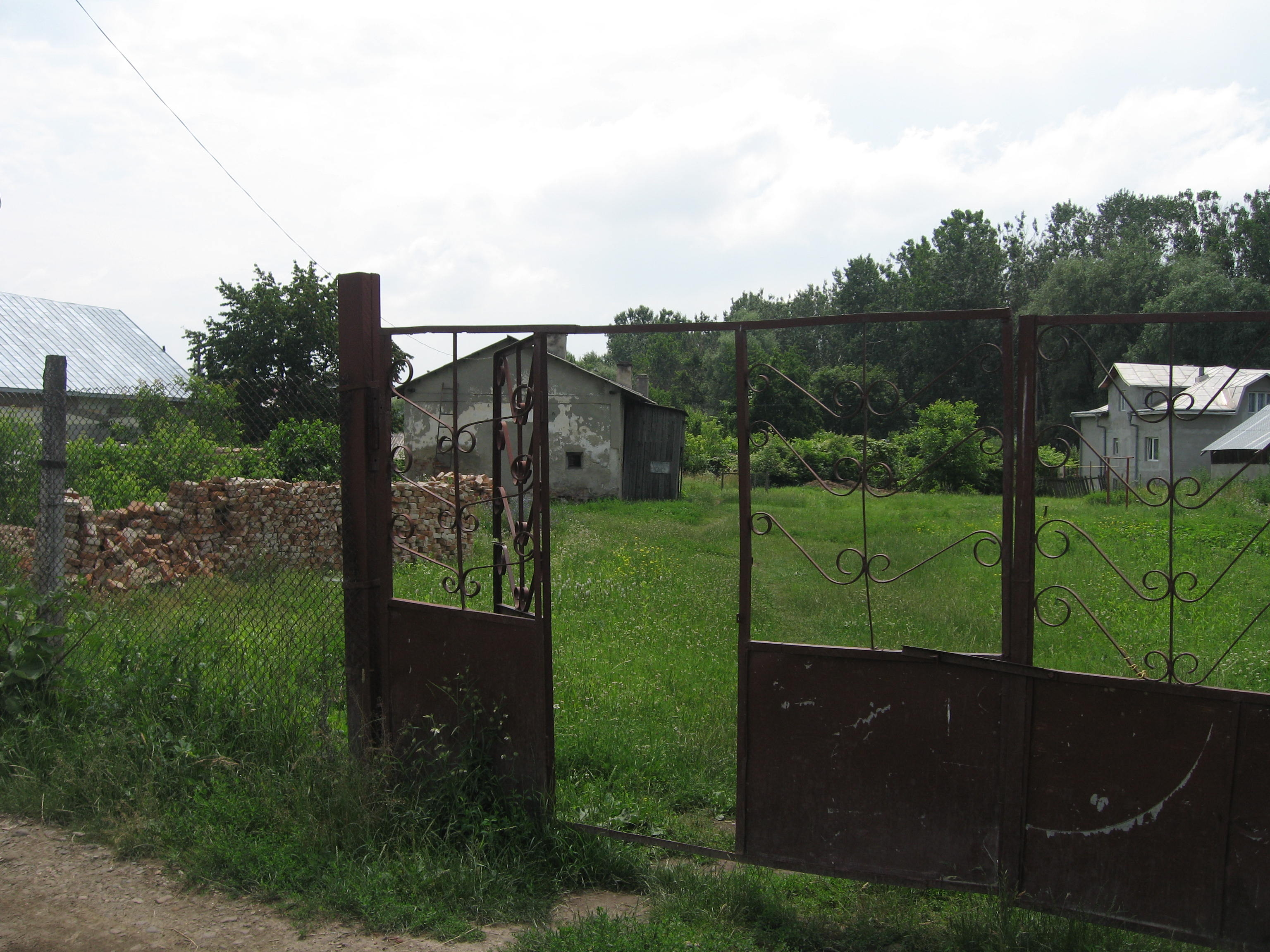
Fotografie din iunie 2009.